# 秘岸
《秘岸》是一部2008年的中国大陆电影，导演张一白，编剧趙天宇。和张一白的前一部作品《好奇害死猫》一样，该片在重庆拍摄。
这是一部家庭戏剧片，讲述一对母（蒋雯丽饰）子（檀健次饰）在父亲（曾志偉饰）意外身亡后的关系。
2008年4月，该剧在翠贝卡电影节上映。

## 主演
- 曾志伟饰吴涛，出租司机，在影片开头因车祸坠江失蹤
- 莫文蔚饰苏丹，吴涛的最后一个乘客，與吳濤車禍墮江後腳部骨折受傷
- 陈奕迅饰小易
- 蒋雯丽饰凡丽，吴涛之妻
- 檀健次饰小川，吴涛与凡丽的儿子
- 马思纯饰青青，小川的女同学

## 发行
在被允许在国外放映之前，《秘岸》经历了一系列复杂的日程安排和取消。原定于2008年香港国际电影节首映，却因未能获得中国审查官批准而被制片人拖到最后一刻。在许多业内人士看来，撤销这部电影的决定是国家广电总局决定禁止导演娄烨和制片人耐安未经许可在戛纳电影节上不当地放映他们2006年的电影《颐和园》的结果。另一些人则认为，人们的担忧加剧是围绕李安在性方面露骨的《色，戒》和冯小刚寓言式的战争故事《集结号》的批评和争议的结果。这部电影的撤回也被视为中国电影局对香港作品（或在此事中的合作作品）日益增长的影响力的标志。
乌迪内东亚电影节第二次预定放映时，由于未能获得官方许可，《秘岸》的放映再次被取消，因而错过。在第二次取消之后，批评人士猜测，相比于将推迟视为一个明显的审查案件，制片方更会在奥运会前格外小心，而不是将推迟视为一个明显的审查案件。
尽管遭遇了这些挫折，该片最终还是在2008年4月25日的翠贝卡电影节上获得了国际首映。

## 评价
这部电影受到褒贬不一的评价。
《瞄》杂志的林沛理称这部电影是“一个糟糕的演员阵容能如何使一部电影变得不可救药的客观教训。”